# Adenomus
Genre
Adenomus est un genre d'amphibiens de la famille des Bufonidae.

## Répartition
Les deux espèces de ce genre sont endémiques du Sri Lanka.

## Liste des espèces
Selon Amphibian Species of the World (16 février 2015) :
- Adenomus kandianus (Günther, 1872)
- Adenomus kelaartii (Günther, 1858)

## Publication originale
- Cope, 1861 "1860" : Descriptions of Reptiles from Tropical America and Asia. Proceedings of the Academy of Natural Sciences of Philadelphia, vol. 12, p. 368-374 (texte intégral).